# Атлант расправил плечи
«Атла́нт расправил плечи» (англ. Atlas Shrugged, дословно — «Атлант пожал плечами») — роман-антиутопия американской писательницы Айн Рэнд, впервые опубликованный в 1957 году. Является четвёртым и последним романом Рэнд, а также самым длинным. Рэнд считала его главным произведением в своей литературной карьере.
«Атлант расправил плечи» содержит элементы научной и социальной фантастики, детектива, производственного и любовного романа, а также является наиболее полным выражением объективизма, философии Айн Рэнд. В романе подняты темы рационализма, индивидуализма, капитализма и проблемы государственного регулирования экономики.
Роман описывает антиутопичные Соединённые Штаты Америки, в которых частный бизнес страдает от регуляторной государственной политики. Управляющая железной дорогой Дагни Таггерт и сталелитейный магнат Хэнк Риарден пытаются строить свой бизнес, не исполняя предписания и распоряжения государственных чиновников, которых считают «бандитами». Происходит ряд таинственных исчезновений предпринимателей, видных специалистов и людей искусства.

## Название
Основная идея романа заключается в том, что мир держится на талантливых творцах-одиночках, которых автор сравнивает с мифическим титаном Атлантом, держащим на плечах небесный свод. Если эти люди перестанут творить («держать небо на плечах»), то мир рухнет. Именно это и происходит в романе, когда творцы-Атланты проигрывают в борьбе с правительством социалистического толка.
«Атлант расправил плечи» — устоявшийся в русском языке перевод названия, к которому сама писательница отношения не имела. По мнению литератора Дмитрия Быкова, «владение английским как иностранным сыграло с Айн Рэнд дурную шутку, потому что „shrugged“ — это означает всё-таки „пожал плечами“, а не „расправил плечи“». Однако, как явствует из интервью, данного Айн Рэнд «Голосу Америки» в 1968 году на её родном русском языке, она сама переводила название именно как «Атлас пожал плечами» (Атлас — вариант имени титана Атланта, принятый в английском языке, но изредка употребляющийся и в русском).

## Сюжет
В США политики начинают активно поддерживать требования, направленные против монополизации рынков ради борьбы с безработицей и получения сверхприбыли более удачливыми новаторами. Фактически, их действия соответствуют требованиям социалистов. Подобное происходит во всём мире. Постепенно начинаются притеснения крупного (а потом и всего остального) бизнеса, свободный рынок уступает свои позиции плановой экономике, но это лишь ухудшает ситуацию — страна медленно погружается в хаос и тьму. Добыча нефти почти полностью прекращается, с поставками угля происходят серьёзные сбои, и со временем его добыча также сворачивается.
Главные герои романа, Хэнк Риарден (стальной король, владелец рудников, металлургических заводов, изобретатель новых сплавов и конструктивных решений) и Дагни Таггерт (вице-президент железнодорожной компании) пытаются противостоять политическому вмешательству в их бизнес. Но хозяйственные связи неизбежно разрушаются, разворачивается глубокий экономический кризис.
Дагни Таггерт замечает, что ряд известных предпринимателей и творческих людей закрыли своё дело и исчезли. Пытаясь выяснить, куда они пропали, она знакомится с философом и изобретателем по имени Джон Голт. Как в дальнейшем выяснилось, причиной исчезновений стала «забастовка людей разума» как сами исчезнувшие это назвали.

### Структура
Названия частей романа (даны в переводе на русский по изданию 2008 года) соответствуют законам формальной логики:
- Книга 1. Часть 1. Непротиворечие (англ. Non-Contradiction, соответствует закон непротиворечия)
- Книга 2. Часть 2. Или-или (англ. Either-Or, соответствует закон исключённого третьего)
- Книга 3. Часть 3. А есть А (англ. A Is A, соответствует закон тождества)
- Ключевой раздел романа — речь Джона Голта — автор писала 2 года.

Роман содержит более тысячи страниц (1398 стр. в русском издании), примерно 645 тыс. слов (469 тысяч в русском издании), и входит в десяток самых длинных романов, написанных на европейских языках.

## Объективизм Айн Рэнд
В романе «Атлант расправил плечи» Айн Рэнд выражает этический эгоизм, защиту «рационального эгоизма», согласно которому все основные добродетели и пороки являются проявлениями разума как основного инструмента выживания человека. При этом Рэнд изображает фашизм, социализм, коммунизм и любое вмешательство государства в экономику как систему, позволяющую «непродуктивным людям» распоряжаться результатами деятельности и богатством «продуктивных людей». По мнению Рэнд, результат жизни любого человека является исключительно функцией его способностей, и любой человек может преодолеть неблагоприятные обстоятельства, обладая способностями и интеллектом.
Персонажи Рэнд часто олицетворяют её взгляд на архетипы различных философских школ. Роберт Джеймс Бидинотто писал: «Рэнд отвергла литературную условность, согласно которой глубина и правдоподобие требуют персонажей, которые представляют собой натуралистические копии тех людей, которых мы встречаем в повседневной жизни, произносящих повседневные диалоги и преследующих повседневные ценности. Но она также отвергла представление о том, что персонажи должны быть скорее символическими, чем реалистичными». Сама Рэнд заявила: «Мои персонажи никогда не являются символами, они просто люди, находящиеся в более четком фокусе, чем зрители могут увидеть невооруженным взглядом. <…> Мои персонажи — это люди, в которых определённые человеческие качества сосредоточены более четко и последовательно, чем в обычных людях».

### Санкция жертвы
Понятие «санкция жертвы» (также «согласие жертвы», англ. sanction of the victim) определяется Леонардом Пейкоффом как «готовность добра страдать от рук зла, принять роль жертвы, необходимой для искупления „греха“ создания ценности». В романе «Атлант расправил плечи» многие персонажи сталкиваются с подобным выбором. Хэнк Риарден поддерживает свою семью несмотря на их враждебность по отношению к нему. Дэн Конвей говорит: «Я полагаю, что кто-то должен быть принесён в жертву. Если это оказался я, я не имею права жаловаться». Джон Голт объясняет: «Зло бессильно и не имеет силы, кроме той, которую мы позволяем ему вымогать у нас», и «я видел, что зло бессильно… и единственным оружием его триумфа была готовность добра служить ему».

### Государство и бизнес
Взгляд Рэнд на идеальное правительство выражен Джоном Голтом: «Политическая система, которую мы построим, содержится в единственной моральной посылке: ни один человек не может получить какие-либо ценности от других, прибегая к физической силе», тогда как «никакие права не могут существовать без права претворять в жизнь свои права — думать, работать и сохранять результаты, — что означает: право собственности».
В романе общество стагнирует из-за демонизации обществом удачливых производителей за их достижения. Это согласуется заявлением Рэнд в интервью 1964 года: «То, что мы имеем сегодня, — это не капиталистическое общество, а смешанная экономика, то есть смесь свободы и контроля, которая, согласно доминирующей в настоящее время тенденции, движется к диктатуре. Действие „Атлант расправил плечи“ происходит в то время, когда общество достигло стадии диктатуры. Когда и если это произойдет, тогда будет время объявить забастовку, но не раньше».
Рэнд также описывает проблему общественного выбора: принятие законодательства, номинально отвечающего общественным интересам («Закон об уравнивании возможностей»), даёт лишь краткосрочную выгоду некоторым группам и государственным учреждениям.

### Право собственности и индивидуализм
Герои Рэнд противостоят «паразитам», «мародёрам» и «бездельникам», стремящимся получить блага от деятельности героев. Эдвард Юнкинс описывает роман «Атлант расправил плечи» как «апокалиптическое видение последних стадий конфликта между двумя классами человечества — мародёрами и немародёрами. Мародёры — сторонники высоких налогов, большого труда, государственной собственности, государственных расходов, государственного планирования, регулирования и перераспределения».
«Мародёрами» изображены бюрократы и государственные чиновники, которые конфискуют чужие доходы под угрозой применения силы («под дулом пистолета»). Некоторые чиновники осуществляют государственную политику, например, те, кто конфискует посевной материал одного штата, чтобы накормить голодающих граждан другого. Другие используют эту политику в личных целях, например, железнодорожный регулятор, который незаконно продает железнодорожные материалы для собственной выгоды. Все они используют силу, чтобы отобрать собственность у людей, которые её произвели или заработали.
«Халявщики» не могут производить самостоятельно, требуют заработанное другими от имени нуждающихся, и при этом возмущаются талантливыми людьми, от которых они зависят.
Персонаж Франсиско д’Анкония так рассуждает о роли денег: «Значит, вы думаете, что деньги — это корень всех зол? <…> Вы когда-нибудь спрашивали, каков корень денег? Деньги — это инструмент обмена, который не может существовать, если нет произведённых товаров и людей, способных их производить <…> Деньги — это не инструмент халявщиков, которые со слезами требуют ваш продукт, или грабителей, которые забирают его у вас силой. Деньги возможны только благодаря людям, которые производят».

## Оценки
Профессор Людвиг фон Мизес 23 января 1958 года написал Айн Рэнд письмо, в котором поздравил автора с тем, что ей удалось написать не просто роман, но провести «убедительный анализ главного зла и чумы общества», «разрушительного воздействия моральных каннибалов, альфонсов от науки и академических болтунов, реализующих антипромышленную революцию».
«Атлант расправил плечи» получил много негативных отзывов после публикации в 1957, но стал популярен в последующие десятилетия. По данным журналов The Economist и The New York Times, продажи романа резко выросли в связи с экономическим кризисом, начавшимся в 2008 году.

## Критика
Критика концепции Рэнд началась сразу после выхода романа. В журнале National Review появилась рецензия Уиттекера Чемберса «Большая сестра следит за тобой», в которой роман охарактеризован как «философский кошмар», а книга представляет собой не просто художественное произведение, но идеологическое послание. С точки зрения Чемберса, Рэнд агитирует за технократию, стиль романа — примитивен, образы героев — карикатурны, а идеал человека, возможно, даже хуже, чем марксистский.
Скептически настроенные критики считают, что книга плохо написана, скучна и является пропагандистским произведением. Историк и публицист Илья Будрайтскис считает, что роман «из себя представляет своеобразное зеркальное отражение социалистического реализма в его худших образцах. В нём действуют персонажи-функции, индивидуальные особенности которых соответствуют их политической роли». Журналист и политолог Сергей Медведев отмечает, что произведение пропагандирует нерегулируемый капитализм и социал-дарвинизм.
В. Гаков считает, что «Атлант расправил плечи» является редчайшим литературным жанром — капиталистической утопией. Как правило, утопия — это мир равенства, сотрудничества и так далее. Рэнд же, описывая идеальный с её точки зрения социум, восхваляет индивидуализм и превозносит конкуренцию. Она искренне убеждена: если все люди проникнутся её философией, то на планете наступит золотой век.
Грэнвил Хикс написал в журнале The New York Times Book Review, что книга была написана из ненависти. Алан Гринспен, будущий председатель Совета управляющих Федеральной резервной системы США, в ответ на это в письме в журнал назвал книгу Рэнд «праздником жизни и счастья. Справедливость торжествует неумолимо. Творческие личности, неизменные цели и рациональность получают радость и удовлетворение. Паразиты, которые настойчиво избегают предназначения или благоразумия, погибают так, как и должны».
В книге «Бесполезная классика» филолог Леонид Клейн отмечает, что герои Айн Рэнд одномерны, никаких проблем, кроме проблем американского бизнеса, в пространстве книги не существует, и книга, в сущности, антихудожественна.

## Популярность романа
- «Атлант расправил плечи» попал на 6-ю позицию в списке бестселлеров The New York Times через три дня после начала продаж[18]. Он оставался в списке на протяжении 21 недели, в том числе продержался на 4-й позиции 6 недель начиная с 8 декабря 1957 года.
- По результатам опроса, проведённого среди членов американского клуба Book of the Month Club в 1991 году, 17 человек из 2000 респондентов указали роман «Атлант расправил плечи» среди книг, которые оказали влияние на их жизнь. Это второй результат после Библии, которая была упомянута 166 раз[19].
- На популярном американском сайте Modern Library[англ.] в 1998 году был проведён трёхмесячный опрос и составлен список из 100 лучших романов XX века, читатели признали роман «Атлант расправил плечи» номером 1, хотя он не попал в список финалистов, составленный экспертной группой данного сайта[20]. Список был сформирован с учётом 217 520 голосов. Однако критики отмечают искажение результатов опроса массированным голосованием сторонников того или иного автора[21]. Также необходимо учесть, что в список попали только романы на английском языке, написанные с 1900 по 1998 год[22].
- В России роман «Атлант расправил плечи» до 2008 года был малоизвестен, но стал популярен в последующие 2 года, регулярно входит в двадцатку бестселлеров деловой литературы в интернет-магазине ozon.ru[23].

## Издания на русском языке
- Издание 1998 — перевод Д. В. Костыгина.
- Издание 2006 — перевод Д. В. Костыгина. — 1504 с.
- Издание 2008 — перевод Ю. Соколова, В. Вебера и Д. Вознякевича. — 1398 с.
- Издание 2012 — перевод Ю. Соколова, В. Вебера и Д. Вознякевича. — 1122 с.

## Экранизации
- 15 апреля 2011 года на экраны вышла первая часть фильма «Атлант расправил плечи» (Atlas Shrugged: Part I)[24]. Фильм получил негативные отзывы кинокритиков[25].
- 12 октября 2012 года было выпущено продолжение фильма, Атлант расправил плечи: Часть 2 (Atlas Shrugged: Part II). Прокат этой франшизы начался довольно агрессивно — её запустили одновременно в 1012 залах по всем штатам, однако сборы оказались на уровне 1 млн долларов — тот же результат показала первая часть картины в апреле 2011 года, но всего в 300 кинотеатрах США.
- Выход на экраны 3-й части «Атлант расправил плечи» (Atlas Shrugged: Part III) был назначен на лето 2014 года, но позже был перенесён. Премьера состоялась 12 сентября 2014 года.
- В 2022 году студия The Daily Wire приобрела права на роман, чтобы снять сериал для стримингового сервиса Dailywire+[26].